# Ты — моя жизнь (телесериал)
«Ты — моя жизнь» (исп. Sos Mi Vida) — аргентинский телесериал. Показ в России состоялся в 2006—2007 годах на телеканале «Домашний» и повторно — в 2009 году. 31 марта 2014 переозвученный сериал стартовал на телеканале «Ю».

## Сюжет
Главные герои Мартин Кесада (Факундо Арана) и Эсперанса Муньос по прозвищу Милашка (Наталия Орейро). Он — влиятельный, богатый, успешный бизнесмен, предприниматель и автогонщик, она — профессиональный боксёр. Каждый из них имеет пару: у Мартина — это Констанца (Карла Петерсон) — встречаются 4 года и до сих пор не женаты, а у Милашки парнем является увалень Кике (Карлос Бейосо), который ещё и её менеджер в боксе, она с ним знакома с самого детства. И вот однажды Милашка проигрывает бой из-за травмы руки и очень злится на Кике, потому что он заставил её подняться на ринг c больной рукой, да и Эсперанса вообще им недовольна в последнее время, она любит его, но как брата. Тем временем в Аргентину возвращается Мартин после длительного пребывания за границей. Он уехал туда, так как тяжело переживал утрату родителей и гибель жены Андреа в авиакатастрофе и также по этой причине оставляет автомобильный спорт. Его встречает старинный друг Альфредо (Алехандро Авада) и рассказывает о проблеме на фирме по вине кузена Мартина Мигеля (Марсело Маццарелло). Констанца также узнаёт о приезде своего жениха. Кимберли (Фабиана Гарсиа Лаго), подруга Милашки, работающая на фирме Мартина уборщицей, услышала разговор Мерседес (Клаудия Фонтан) с Альфредо, что нужно уволить секретаршу и взять другую. Дома же Эсперанса интересуется у неё по-поводу работы, та отвечает утвердительно. Утром Милашка будит Ньевес (Далма Милебо) и интересуется насчёт одежды, естественно, у той нет подходящей и они обращаются к ещё одной подруге Милашки — Турчанке (Моника Айос) и та даёт ей одежду, но, скажем так, не совсем подходящую к случаю. У лифта она встречается глазами с Мартином, который торопился в приют. Милашка на фирме потерпела фиаско, её в буквальном смысле вышвыривают на улицу. Она сидит расстроенная под дождём на улице и тут возвращается Мартин и они наконец знакомятся, но он представился не тем именем. Милашке всё-таки удаётся устроиться на фирме. Эсперанса очень рассердилась, узнав об обмане с фальшивым именем, но смягчается, узнав про троих приютских ребятишках Хосе (Элиас Виньолес), Лауре (Тельма Фардин), маленькой Коки (Орнейа Фасио). Милашка уговорила Мартина усыновить этих детей, хотя он и сам думал об этом. Со временем в процессе работы Эсперансы на фирме Мартин «привязывается» к ней, а она к нему. При приёме на фирму работать Милашка так и не призналась, чем занимается и кто её жених, вдобавок всячески пытается это скрыть, это, конечно же, выйдет ей боком. После их первого поцелуя они понимают, что любят и не могут друг без друга. Как это бывает, путь к счастью всегда тернистый. Им придётся пройти через козни Констанцы, Мигеля с Фалучо (Пабло Седрон) и ненормальной сестры Андреа Барбары (Эухения Тобаль), ну и Кике, который не желает ничего замечать. Также им придётся решать проблемы с усыновлением детей.

## Актёры

### Основные персонажи
| Имя актёра          | Имя персонажа                   | Описание персонажа |
| ------------------- | ------------------------------- | --- |
| Факундо Арана       | Мартин Кесада                   | Успешный бизнесмен, предприниматель и автогонщик. |
| Наталия Орейро      | Эсперанса «Милашка» Муньос      | Профессиональный боксёр, возлюбленная и персональная ассистентка Мартина. |
| Гризельда Сисилиани | Дебора «Деби» Кесада            | Глуповатая родная сестра Мигеля и кузина Мартина. Дружит с Констанцей. |
| Марсело Маццарелло  | Мигель Кесада                   | Кузен Мартина, мечтающий прибрать к рукам его состояние и заполучить ещё и Констанцу. Для достижения своей цели вступает в сговор с Фалучо.                                                                              |
| Карла Петерсон      | Констанца Инсуа                 | Невеста Мартина. Занималась дизайном модной одежды. Основная соперница Милашки в борьбе за Мартина. |
| Карлос Бейосо       | Энрике «Кике» Феретти /Почита   | Жених Милашки, по совместительству её менеджер по боксу. «Занимается» реслингом, известен как «Капитан Молния». Живёт со своей матерью в одном пансионе с Эсперансой. Сестра-близнец Кике.                               |
| Далма Милебо        | Мария Долорес де Ньевес         | Мама Кике, взявшая на себя воспитание Милашки. |
| Элиас Виньолес      | Хосе Фернандес                  | Старший брат Лауры и Коки. Они лишились рано матери, а их отец их оставил и сел в тюрьму. |
| Тельма Фардин       | Лаура Фернандес                 | Второй ребёнок в семье, сестра Хосе и Коки. |
| Орнейа Фасио        | Ана «Коки» Фернандес            | Самая младшая сестра Хосе и Лауры. |
| Адела Глейхер       | Роса                            | Экономка в доме Мартина, работавшая ещё когда тот был маленьким у его родителей. |
| Николас Д’Агостино  | Тони                            | Внук Росы и друг детей. |
| Моника Айос         | Нильда Ходур «Турчанка»         | Закадычная подруга Милашки. Всегда выручает её и помогает советами. Работает в массовке, статисткой на телевидении, пытается стать актрисой, но с этим ей никак не везёт. Живёт по соседству с Милашкой в одном пансионе |
| Фабиана Гарсиа Лаго | Кимберли                        | Подруга Милашки, познакомила её с Мартином, рассказав ей, что на фирме нужна секретарша. Живёт в одном пансионе с Милашкой и Турчанкой.                                                                                  |
| Алехандро Авада     | Альфредо Урибе                  | Старинный друг Мартина. Работает на фирме управляющим. |
| Клаудия Фонтан      | Мерседес                        | Секретарша на предприятии Мартина. Поначалу они с Милашкой недолюбливали друг друга, но в процессе работы сближаются и становятся друзьями.                                                                              |
| Майк Амигорена      | Роландо Мартинес                | Автогонщик, бывший друг Мартина. |
| Пабло Седрон        | Феликс Перес Гармендиа «Фалучо» | Адвокат, сын адвоката семьи Кесада Феликса Переса Гармендиа старшего. Жуликоватый тип. Мартин нанимает его, чтобы тот взялся за дела по опеке над детьми.                                                                |

### Второстепенные персонажи
| Имя актёра         | Имя персонажа                   | Описание персонажа                                                                   |
| ------------------ | ------------------------------- | ------------------------------------------------------------------------------------ |
| Марсело Савиньоне  | Тано                            | Механик и друг Мартина.                                                              |
| Патрисия Палмер    | Исабель Муньос                  | Мама Милашки                                                                         |
| Пабло Аларкон      | Виктор Самбрано (Мануэль Бувье) | Папа Милашки, известный бизнесмен и конкурент Мартина                                |
| Патрисия Кастель   | Кармен                          | Подруга матери Милашки                                                               |
| Ана Акоста         | Беатрис Симпсон де Урибе        | Жена Альфредо                                                                        |
| Томас де лас Ерас  | Пабло Рахио                     | Репетитор Лауры и её парень. Сын друзей Констанцы.                                   |
| Мишель Нойер       | Жеронимо                        | Один из парней Лауры                                                                 |
| Луис Акунья        | Монтанья                        | Рестлер, друг Мониты и Кике по спортклубу                                            |
| Эухения Тобаль     | Барбара                         | Сестра-близнец покойной жены Мартина. Профессионально занимается кикбоксингом в США. |
| Густаво Бермудес   | Виктор Лобо                     | Бывший чемпион по боксу и близкий друг Милашки.                                      |
| Рейна Рич          | Жаклин Инсуа                    | Мать Констанцы                                                                       |
| Николас Паулс      | Эрик                            | Барабанщик и лидер рок-группы, парень Турчанки                                       |
| Гонсало Уртисбереа | Густаво Кристиан Бермудес       | Полицейский, ухажёр Кимберли                                                         |
| Джипси Бонафина    | Тереса                          | Руководитель приюта, откуда Мартин забрал Хосе, Лауру и Коки                         |
| Эмилио Барди       | Рубен Фернандес                 | Биологический отец Хосе, Лауры и Коки                                                |
| Мануэла Пал        | Фабиана                         | Подруга Лауры и девушка Хосе.                                                        |
| Фавио Поска        | Лало                            | Гей и организатор свадьбы Мартина и Констанцы.                                       |

### Камео
| Имя актёра               | Описание персонажа                                                     | Эпизоды        |
| ------------------------ | ---------------------------------------------------------------------- | -------------- |
| Ингрид Грудке            | Аргентинская модель, встретившаяся с Мартином на Чемпионате в Германии | 101            |
| Диего Марадона           | Знаменитый аргентинский футболист                                      | 102            |
| Джульета Венегас         | Мексиканская певица, спрятавшаяся в от фанатов в пансионе.             | 140            |
| Марсела «Тигрица» Акунья | Аргентинская женщина-боксёр, с которой Милашка очень хочет сразиться.  | 208 — 211, 229 |
| Чайян                    | Пуэрто-риканский певец, с которым Милашка познакомилась на концерте.   | 215            |
| Рики Мартин              | Знаменитый поп-певец, на встречу с которым попали Милашка и Кимберли.  | 222            |

## Награды
Премия Clarín — 2006 год
- Карлос Бейосо — Лучший главный актёр в комедии
- Элиас Виньолес — Открытие года
- Сам сериал «Ты — моя жизнь» — Лучшая ежедневная комедия

Премия Martín Fierro — 2006 год
- Наталия Орейро — Лучшая главная актриса в комедии
- Факундо Арана — Лучший главный актёр в комедии
- Карлос Бейосо — Лучший комедийный актёр
- Сам сериал «Ты — моя жизнь» — Лучшая комедия